# 24 heures du Quai du Cher
Les 24 heures du Quai du Cher est une épreuve de course à pied sur route appartenant à la catégorie des courses horaires d'ultrafond.

## Histoire
La course a eu lieu à Vierzon tous les ans au mois d'octobre entre 2010 et 2020, avec une interruption en 2018. Le circuit est situé dans le Parc des Expositions de Vierzon, au bord du Cher, sur une boucle de 1 000 m, le départ étant traditionnellement donné devant la mairie de Vierzon.
Elle a été support des championnats de France de 24 heures en 2012, 2017, et 2020 à l'occasion de sa dernière édition.

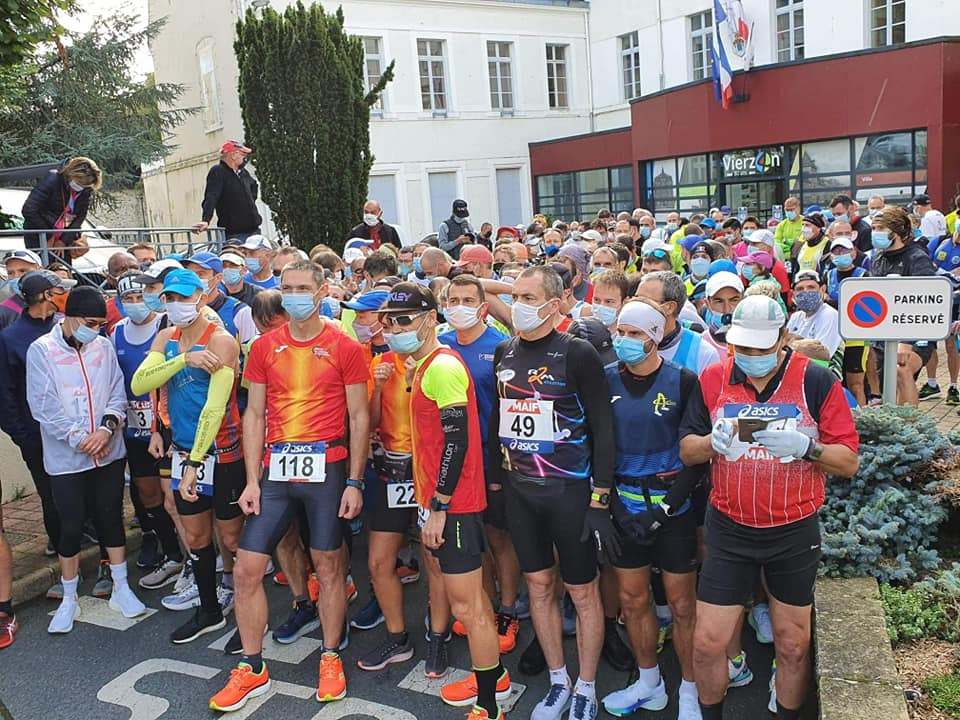
Départ devant la Mairie de Vierzon en 2020

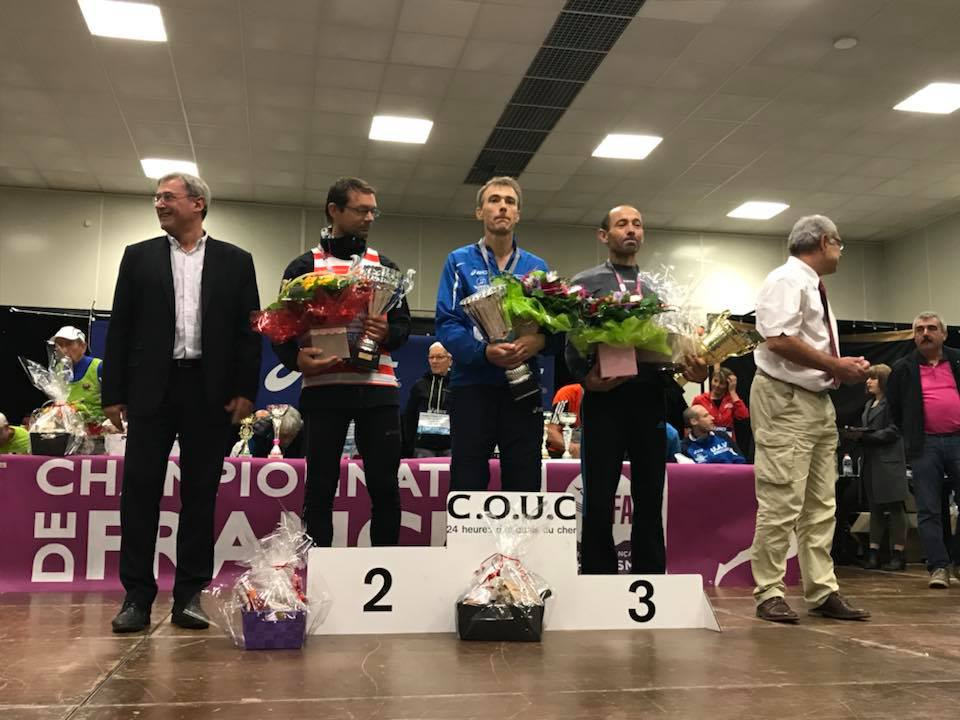
Podium individuel des Championnats de France de 24h en 2017

## Records
Les records des 24 heures du Quai du Cher sont détenus par Christian Dilmi avec 251,411 km aux championnats de France en 2012 et Corinne Gruffaz avec 232,546 km aux championnats de France en 2020.

## Palmarès
Statistiques des 24 heures du Quai du Cher d'après la Deutsche Ultramarathon-Vereinigung (DUV):
| Année | Homme                | Distance   | Femme                       | Distance   |
| ----- | -------------------- | ---------- | --------------------------- | ---------- |
| 2020  | Valentin Costa       | 248,505 km | Corinne Gruffaz             | 232,546 km |
| 2019  | Ray Qi               | 201,449 km | Karine Zeimer               | 210,543 km |
| 2017  | Thierry Gardent      | 248,747 km | Cecile Demarquet-Ruef       | 206,112 km |
| 2016  | Jean-Philippe Brunon | 241,175 km | Karine Zeimer               | 198,155 km |
| 2015  | Christian Hirsinger  | 203,090 km | Christine Tamnga            | 180,040 km |
| 2014  | Jean-Philippe Brunon | 221,795 km | Christine Zanconato-Bianchi | 216,146 km |
| 2013  | Emmanuel Chefdeville | 215,582 km | Christine Zanconato         | 212,045 km |
| 2012  | Christian Dilmi      | 251,411 km | Christine Tamnga            | 213,005 km |
| 2011  | Jean-Philippe Brunon | 227,645 km | Catherine Massif-Perreau    | 214,942 km |
| 2010  | Emmanuel Chefdeville | 195,420 km | Monique Moros               | 150,300 km |